# Rainer Stadelmann
Rainer Stadelmann (24. října 1933 Oettingen, Bavorsko – 14. ledna 2019) byl německý egyptolog a archeolog.

## Život
V roce 1953 začal studovat egyptologii, orientalistiku a archeologii na Mnichovské univerzitě. Mezi lety 1955 a 1956 se zúčastnil výzkumu Veserkafova slunečního chrámu v Abúsíru. Od roku 1960 pokračoval ve studiích egyptologie na Univerzitě Heidelberg, kde roku 1960 získal doktorát. V roce 1968 na této univerzitě habilitoval. Téhož roku se stal zástupcem ředitele Německého egyptologického ústavu. Mezi lety 1989 až 1998 působil jako ředitel tohoto ústavu. V roce 1975 byl jmenován čestným profesorem univerzity v Heidelbergu. Vedl četné archeologické výzkumy v Dahšúru, Théby či na Elefantině.